# Communauté de communes Pays de Forcalquier - Montagne de Lure
La communauté de communes Pays de Forcalquier-Montagne de Lure est une communauté de communes française, située dans le département des Alpes-de-Haute-Provence en région Provence-Alpes-Côte d'Azur.

## Historique
Créée en 2002, la communauté de communes Pays de Forcalquier-Montagne de Lure a démarré de manière effective au 1er janvier 2003.
Le projet de schéma départemental de coopération intercommunale (SDCI), présenté le 21 avril 2011, prévoyait le maintien de la communauté de communes en l'état.
La loi no 2015-991 du 7 août 2015 portant nouvelle organisation territoriale de la République, dite « loi NOTRe », impose aux établissements publics de coopération intercommunale à fiscalité propre une population supérieure à 15 000 habitants, avec des dérogations, sans pour autant descendre en dessous de 5 000 habitants. La communauté de communes Pays de Forcalquier-Montagne de Lure comptait 9 317 habitants en 2012 ; elle peut théoriquement se maintenir. Le SDCI, présenté le 12 octobre 2015, maintient à nouveau ce périmètre en l'état ; ce pôle est acté sans vote à l'issue de la réunion de la commission départementale de coopération intercommunale du 21 mars 2016, précédant l'adoption du SDCI le 25 mars.

## Territoire communautaire

### Géographie
La communauté de communes du pays de Forcalquier et montagne de Lure est située à l'ouest du département des Alpes-de-Haute-Provence, dans l'arrondissement de Forcalquier. Elle s'appuie « sur les contreforts sud de la montagne de Lure », « surplombe le val de Durance et regarde le Luberon dans ses terminaisons bas-alpines ».
La ville siège, sous-préfecture, est reliée à Manosque et au val de Durance par la route départementale 4100 (ancienne route nationale 100) et l'autoroute A51.

### Composition
La communauté de communes est composée des 13 communes suivantes :

| Nom                      | Code Insee | Gentilé        | Superficie (km2) | Population (dernière pop. légale) | Densité (hab./km2) |
| ------------------------ | ---------- | -------------- | ---------------- | --------------------------------- | ------------------ |
| Forcalquier (siège)      | 04088      | Forcalquiérens | 42,76            | 5 142 (2022)                      | 120                |
| Cruis                    | 04065      | Crussiens      | 36,47            | 646 (2022)                        | 18                 |
| Fontienne                | 04087      | Fontiennois    | 8,18             | 131 (2022)                        | 16                 |
| Lardiers                 | 04101      | Lardiérans     | 30,08            | 139 (2022)                        | 4,6                |
| Limans                   | 04104      | Limanais       | 20,97            | 387 (2022)                        | 18                 |
| Lurs                     | 04106      | Lursiens       | 22,48            | 373 (2022)                        | 17                 |
| Montlaux                 | 04130      | Moularins      | 19,75            | 211 (2022)                        | 11                 |
| Niozelles                | 04138      | Niozellens     | 10,47            | 278 (2022)                        | 27                 |
| Ongles                   | 04141      | Onglois        | 31,46            | 359 (2022)                        | 11                 |
| Pierrerue                | 04151      | Pierreruriens  | 10,86            | 530 (2022)                        | 49                 |
| Revest-Saint-Martin      | 04164      | Revestois      | 7,56             | 82 (2022)                         | 11                 |
| Saint-Étienne-les-Orgues | 04178      | Stéphanois     | 48,42            | 1 297 (2022)                      | 27                 |
| Sigonce                  | 04206      | Sigonçois      | 19,97            | 421 (2022)                        | 21                 |

### Démographie
| 1968  | 1975  | 1982  | 1990  | 1999  | 2008  | 2013  |
| ----- | ----- | ----- | ----- | ----- | ----- | ----- |
| 5 160 | 5 484 | 6 276 | 7 461 | 8 018 | 9 123 | 9 442 |

## Administration

### Siège
Le siège de la communauté de communes est situé à Forcalquier.

### Les élus
La communauté de communes est gérée par un conseil communautaire composé de 27 membres représentant chacune des communes membres et élus pour une durée de six ans.
Ils sont répartis comme suit :
| Nombre de délégués | Communes |
| ------------------ | --- |
| 13                 | Forcalquier |
| 3                  | Saint-Étienne-les-Orgues                                                                                       |
| 1                  | Cruis, Fontienne, Lardiers, Limans, Lurs, Montlaux, Niozelles, Ongles, Pierrerue, Revest-Saint-Martin, Sigonce |

### Président
| Période                                  | Période         | Identité            | Étiquette | Qualité                                                 |
| ---------------------------------------- | --------------- | ------------------- | --------- | ------------------------------------------------------- |
| 2008                                     | 2014            | Christophe Castaner | PS        | Maire de Forcalquier                                    |
| 2014                                     | avril 2016      | Pierre Garcin       | PS        | Conseiller municipal de Forcalquier                     |
| avril 2016                               | juin 2017       | Christophe Castaner | PS        | Maire de Forcalquier député des Alpes-de-Haute-Provence |
| juillet 2017                             | 17 juillet 2020 | Arnaud Boutet       | DVG       | Maire de Limans                                         |
| 17 juillet 2020                          | En cours        | David Gehant        | LR        | Maire de Forcalquier                                    |
| Les données manquantes sont à compléter. |                 |                     |           |                                                         |

### Vice-présidents

#### 2017-2020
Le conseil communautaire de Juillet 2017 a élu son président, Arnaud Boutet, maire de Limans qui succède ainsi à Christophe Castaner (Maire de Forcalquier et Député des Alpes-de-Haute-Provence), et désigné cinq vice-présidents, :
1. Khaled Benferhat (élu à Saint-Étienne-les-Orgues), délégué à l'animation territoriale ;
2. Maryse Blanc (élue à Ongles), déléguée à la qualité de vie et la vie des communes ;
3. André Berger (élu à Forcalquier), délégué au tourisme et à l'économie ;
4. Nadine Curnier (élue à Revest Saint Martin), déléguée à la communication ;
5. Christiane Carle (élue à Forcalquier), déléguée à l'aménagement du territoire.

Tous ces élus, à l'exception de celui élu à Lurs, sont membres du bureau communautaire.
Arnaud Boutet, succède à Christophe Castaner et Pierre Garcin .

### Compétences
La communauté de communes Pays de Forcalquier-Montagne de Lure a pour objet d'associer les communes au sein d'un espace de solidarité, en vue de l'élaboration d'un projet commun de développement et d'aménagement de l'espace. Elle exerce de plein droit en lieu et place des communes membres des compétences dans les domaines suivants :
- développement économique (création, aménagement, entretien et gestion de zones d'activité économique ; actions) ;
- aménagement de l'espace : schémas de cohérence territoriale et de secteur, plans locaux d'urbanisme, création et réalisation de zones d'aménagement concerté, constitution de réserves foncières, transports scolaires et organisation des transports non urbains ;
- environnement et cadre de vie : collecte et traitement des déchets ménagers et assimilés ;
- développement et aménagement social et culturel : construction ou aménagement, entretien, gestion d'équipements ou d'établissements culturels, socio-culturels, socio-éducatifs ou sportifs ; activités culturelles, socio-culturelles et sportives ;
- création, aménagement et entretien de la voirie ;
- logement et habitat : programme local de l'habitat, politique du logement social, opération programmée d'amélioration de l'habitat ;
- action sociale ;
- soutien aux organismes et associations ;
- conseils aux communes.

### Régime fiscal et budget
La communauté de communes applique la fiscalité professionnelle unique, la bonification de la dotation globale de fonctionnement et la taxe d'enlèvement des ordures ménagères.
- Total des produits de fonctionnement : 1 476 000 €, soit 2 388 € par habitant
- Total des ressources d’investissement : 403 000 €, soit 652 € par habitant
- Endettement : 854 000 €, soit 1 382 € par habitant[10].